# Edificio Grace
L'Edificio Grace (in inglese Grace Building) è uno storico edificio commerciale di Sydney in Australia.

## Storia
L'edificio venne fatto costruire tra il 1928 e il 1930 dalla catena di grandi magazzini dei Grace Brothers per ospitarne la sede. Il progetto, concepito dallo studio di architettura Morrow & Gordon ed eseguito da Kell & Rigby, prevedeva che i primi due piani venissero utilizzati come spazio commerciale dei grandi magazzini, e quelli superiori come uffici da affittare a importatori e altre imprese attive nel commercio di prodotti tessili. L'edificio venne ufficialmente aperto da Ernest Marks, lord sindaco di Sydney, il 3 luglio 1930.
Già verso l'inizio della seconda guerra mondiale la Grace Brothers stava incontrando difficoltà nell'affittare gli spazi per uffici, cosicché molti vennero dati in affitto a diversi dipartimenti governativi. Nel 1943 l'edificio venne requisito dal governo federale in virtù di norme sulla sicurezza nazionale diventando una delle principali strutture utilizzate dall'esercito americano e il quartier generale degli Stati Uniti a Sydney. Esiste inoltre una considerevole evidenza aneddotica che sostiene che l'edificio fu il centro di comando del comandante supremo delle forze alleate nel Pacifico sudoccidentale, il generale Douglas MacArthur. Al termine della guerra, nel 1945, l'edificio venne acquistato coattivamente dallo stato.

## Descrizione
L'edificio, situato nel CBD di Sydney, presenta uno stile neogotico.

## Galleria d'immagini

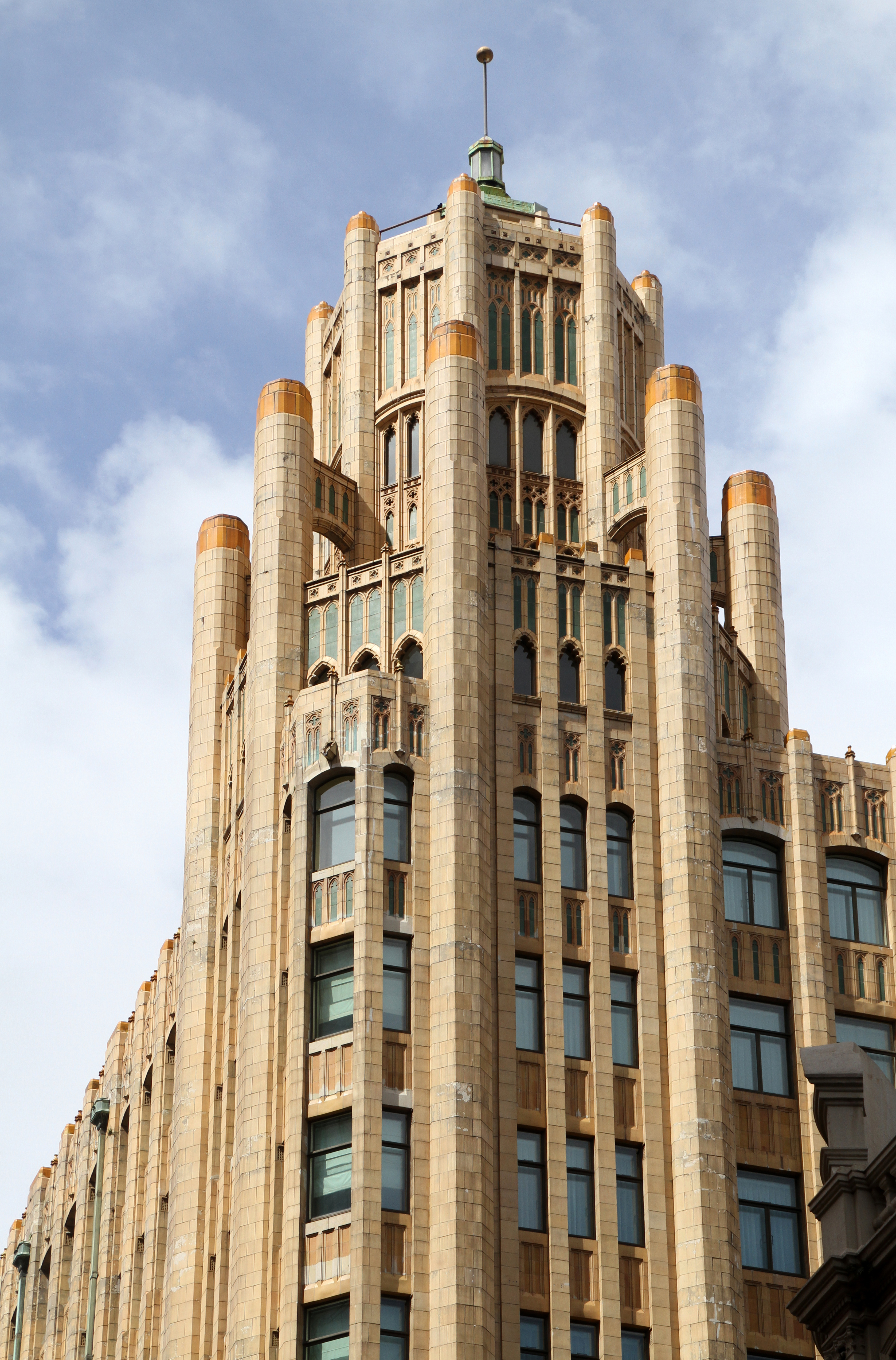
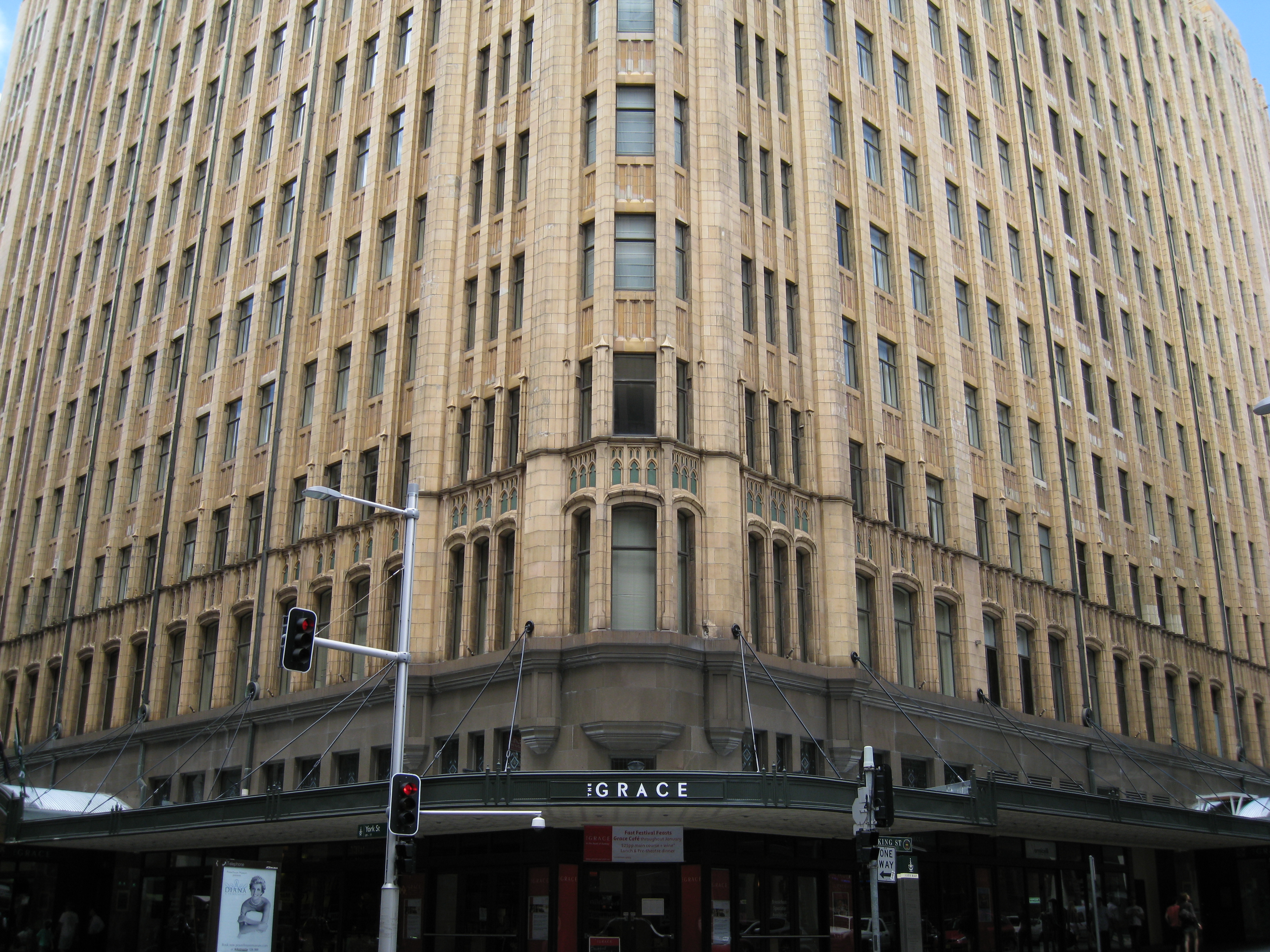
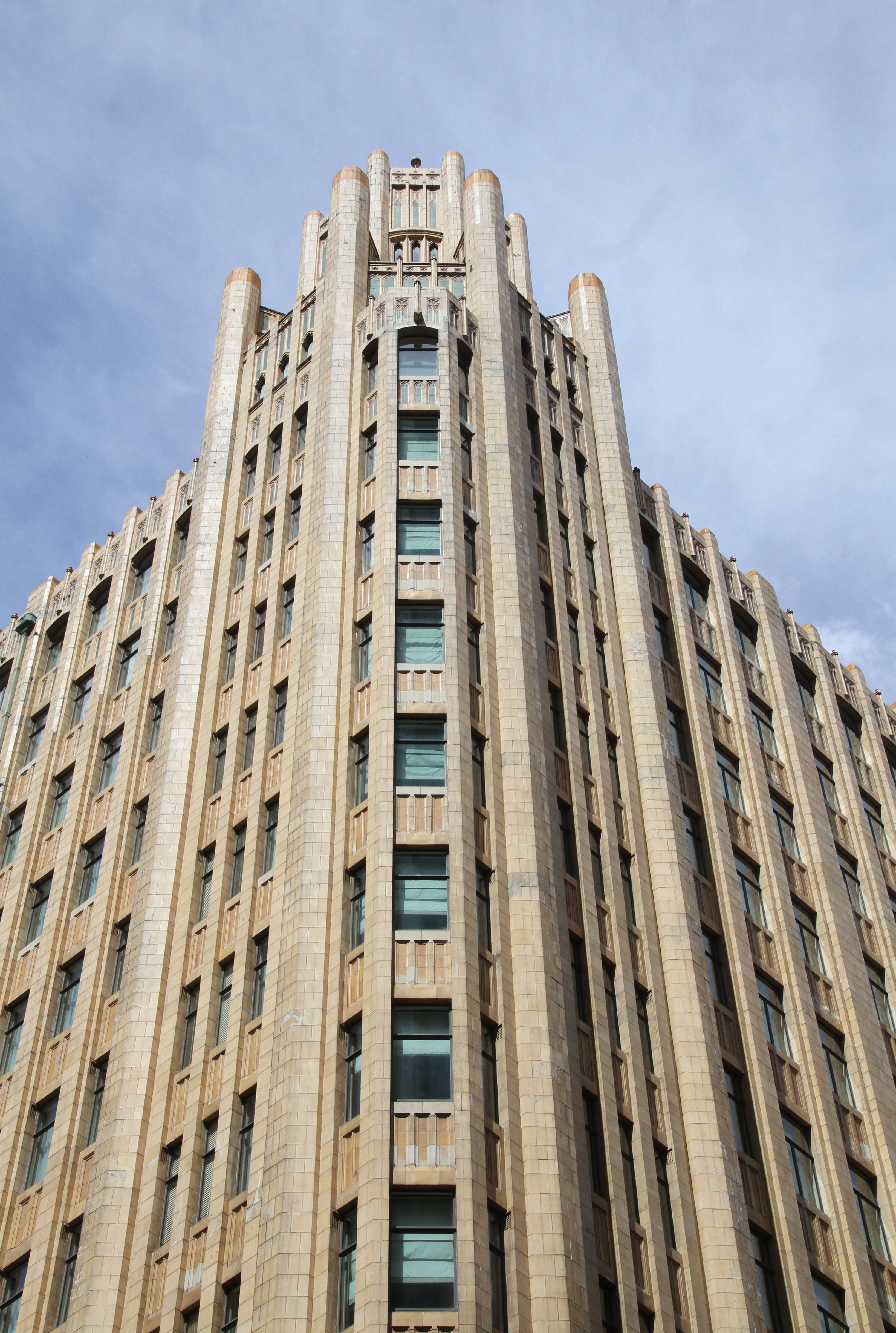